# Perkin Warbeck (opera teatrale)
Perkin Warbeck, noto per esteso come The Chronicle History of Perkin Warbeck. A Strange Truth, è un dramma storico di John Ford, scritto presumibilmente tra il 1629 ed il 1634. Come lo stesso Ford fa notare nel prologo, nel periodo carolino il dramma storico era diventato un genere obsoleto, anche se l'opera di Ford si distingue da altri drammi dello stesso genere per una maggiore accuratezza storica.

## Trama
Perkin Warbeck, pretendente al trono d'Inghilterra, si autoproclama re con il nome di Riccardo IV, affermando di essere uno dei due principi nella Torre fatti uccidere presumibilmente da Riccardo III. Le sue pretese al trono scatenano violente rivolte in Scozia e Cornovaglia, tutte fallimentari. In quella che risulta essere la più evidente inesattezza storica dell'opera, Perkin viene catturato dai suoi rivali durante un incontro con Lambert Simnel, un altro pretendente alla corona. Dopo la cattura, Perkin fu umiliato alla gogna prima di essere giustiziato. Il dramma si conclude con i sostenitori di Warbeck che vengono a loro volta condotti alla forca.

## Origini

### Fonti
Le fonti di Perkin Warbeck sono state molto probabilmente le opere storiografiche La storia del regno di re Enrico Settimo di Francis Bacon (1622) e The True and Wonderful History of Perkin Warbeck di Thomas Gainsford (1618).

### Composizione e stampa
Scritta presumibilmente tra il 1629 ed il 1635, Perkin Warbeck fu stampata nel 1634 con il titolo The Chronicle History of Perkin Warbeck. A Strange Truth. Hugh Beeston pubblicò il libro con una dedica a William Cavendish, I duca di Newcastle-upon-Tyne. Come in molte opere stampate di Ford, il frontespizio presenta il motto latino "Fide Honor", un anagramma di "John Forde". Il frontespizio rivela inoltre che il dramma fu messo in scena dalla compagnia teatrale degli uomini della regina Enrichetta ("Queen Henrietta's Men") al Cockpit (o Phoenix) Theatre di Londra, possibilmente poco prima della pubblicazione dello stesso.
Dopo la prima pubblicazione in quarto del 1634, Perkin Warbeck fu ristampato nel 1714 come duodecimo. Esiste anche una copia manoscritta dell'opera, ma essendo stata ricopriata nel 1745 non è particolarmente significativa per le domande sulla composizione o pubblicazione del testo.

## Storia delle rappresentazioni
La figura di Perkin Warbeck tornò in auge durante l'invasione dell'Inghilterra ad opera di Carlo Edoardo Stuart. In questo periodo l'opera di Ford fu rimessa in scena a Londra, più precisamente nel 1745 ai Goodman's Fields. In questo periodo altre due opere teatrali su Warbeck furono portati in scena a Londra. Dopo oltre due secoli, la Royal Shakespeare Company riportò Perkin Warbeck sulle scene in un allestimento a Stratford-upon-Avon.